# Jeremy Griffith
Jeremy Griffith (né en 1945) est un biologiste (zoologiste) et auteur australien qui a d'abord attiré l'attention du public en recherchant d'éventuels derniers spécimen vivants du tigre de Tasmanie, puis par ses écrits sur la condition humaine et ses théories sur le progrès humain,. Il a fondé le World Transformation Movement en 1983.

## Enfance
Griffith a fait ses études à la Tudor House School en Nouvelle-Galles du Sud, et a obtenu un baccalauréat spécialisé en biologie en 1965 à la Geelong Grammar School de Victoria.
Il a ensuite étudié la biologie à l'Université de la Nouvelle-Angleterre dans le nord de la Nouvelle-Galles du Sud. Enfin, Griffith a obtenu son baccalauréat ès sciences en zoologie à l'Université de Sydney en 1971,.
Il s'est d'abord fait connaître pour sa recherche de thylacines éventuellement survivants en Tasmanie, une animal dont le dernier spécimen connu est mort en captivité en 1936. Cette recherche a duré de 1967 à 1973. Elle comprenait des enquêtes exhaustives le long de la côte ouest de la Tasmanie ; l'installation de caméras automatiques ; des enquêtes rapides sur les observations revendiquées. En 1972, il a créé une équipe de recherche expéditionnaire  avec Bob Brown (homme politique australien), qui n'a finalement trouvé aucune preuve de l'existence continue de l'animal.
Les résultats de la recherche de Griffith ont fait partie des données qui, quelques années plus tard, ont permis de déterminer que le thylacine était éteint, ce qui a été déclaré par l'Union internationale pour la conservation de la nature en 1982 et par le gouvernement de Tasmanie en 1986.

## Écrits sur la condition humaine
Griffith commence à écrire sur la condition humaine en 1975. Il publie le premier de ses six livres sur le sujet en 1988.
A Species In Denial (Une espèce dans le déni, publié en 2003) est devenu un best-seller en Australie et en Nouvelle-Zélande, souvent présenté comme susceptible d'aider à comprendre de nombreux philosophes, penseurs et sources religieuses voire le clivage droite/gauche. L'auteur y définit la condition humaine comme suit : « Si les idéaux ou la morale universellement acceptés doivent être coopératifs, aimants et désintéressés, alors pourquoi sommes-nous humains si compétitifs, agressifs et égoïstes ? Quelle est la raison de la « nature séparatrice » des humains ? » ; Griffith plaide pour une sortie du déni individuel et collectif de la dichotomie profonde du conflit entre l'intellect (culturel) et le moi instinctif (piloté par la génétique), qui selon lui fonde la condition humaine. Accepter et faire cohabiter ces deux parties de la personne humaine permettrait selon lui de dépolariser les conflits « hommes et femmes, vieux et jeunes, ville et campagne, homme et Dieu, blanc et noir, science et religion, et politique de droite ou de gauche. Les premiers étant plus alignés ou représentatifs de l'ego et de sa recherche corruptrice de connaissances, et les seconds du moi instinctif et des idéaux coopératifs »
Ses travaux sur les origines biologiques de la nature humaine postulent que « les humains agissent avec colère à cause d'une bataille intérieure entre l'instinct et l'intellect » faisant que l'humanité est en quelque sorte piégée dans une course entre l'autodestruction et la découverte de soi.
Quand l'humanité a acquis une intelligence capable de s'opposer aux comportements instinctifs en s'appuyant sur des connaissances de plus en plus complexes, l'Homme n'avait encore aucune capacité à s'expliquer ou à expliquer son comportement. Il s'est ensuivi, selon Griffith, trois conséquences psychologiques : l'Homme s'est mis à riposter défensivement à la critique injuste, à tenter de la bloquer et à désespérément chercher tout renfort possible pour se soulager des sentiments négatifs ; il est devenu égocentrique en recherchant un pouvoir compensateur, la renommée, la gloire, la fortune. Il est aussi devenu une victime psychologiquement bouleversée de colère, d'aliénation et d'égocentrisme (caractéristiques de la condition humaine).
Nous souffrons selon lui de ne pas accepter la dichotomie intrinsèque à la condition humaine, car « Nous, les humains, incarnons cette « contradiction » extrême d'être les créatures les plus brillamment intelligentes, celles qui sont « semblables à Dieu » dans notre « faculté » « infinie » de « raison » et « d'appréhension », et pourtant nous nous comportons aussi .. à la manière apparemment complètement insensée du "monstre", du "ver de terre imbécile", de l'"égout de l'incertitude et de l'erreur", de l'"écume de l'univers", de la "quintessence de la poussière". Non seulement nous sommes compétitifs, agressifs et égoïstes alors que les idéaux de la vie sont si manifestement d'être coopératifs, aimants et désintéressés, mais nous sommes en fait l'espèce la plus méchante et la plus vicieuse, celle qui n'est que trop capable d'infliger douleur, cruauté, souffrance et dégradation ».
Un article de Griffith, publié dans The Irish Times, résumait ainsi la thèse présentée dans Freedom : The End of The Human Condition (2016) comme « Adam & Eve without the guilt : expliquant notre combat entre l'instinct et l'intellect » ; Les causes de la condition humaine sont selon lui psychologiques, et non culturelle, sociale, physiologique ou génétique; Selon Kirkus Reviews « Griffith propose un traité sur la nature de l'humanité et sur la façon de surmonter les angoisses à propos du monde ».
Pour Griffith, la force motrice de l'évolution humaine est l'éducation accrue de la progéniture ; processus qu'il appelle « endoctrinement amoureux ». Il a une vision néo-lamarckienne où les mères modèlent chez les enfants un comportement pro-social, avec des changements de comportement conséquents qui se traduisent en un héritage lamarckien « doux ». Ces comportements adoucis se développeront cependant différemment selon le contexte de la niche sociale (selon que le comportement coopératif est ou non favorisé).
Il s'ensuit, selon Griffith, une sélection génétique qui va stabiliser certains changements de comportement social humain. C'est ce processus qui, selon lui, a donné naissance au sens moral humain.
Le dimorphisme sexuel réduit des premiers stades de l'évolution humaine, et la perte de la morphologie canine agressive évidente chez d'autres taxons de primates existants, seraient liés à ces aptitudes sociales.
Griffith postule qu'une intensification des soins maternels et un comportement prosocial accru associé à la progéniture sont la caractéristique distinctive de la lignée humaine. Cette idée fait écho à celle d'Adrienne Zihlman, selon qui des changements dans les modèles de socialisation des sub-adultes pourraient avoir été importants aux premiers stades de l'évolution humaine.

## Soutiens
Des personnalités comme Charles Birch (biologiste et lauréat du prix Templeton), John Morton (zoologiste néo-zélandais), Harry Prosen (ancien président de l'Association des psychiatres du Canada) et Tim Macartney-Snape (alpiniste australien ayant gravi l'Everest) soutiennent les idées de Griffith, Birch ayant aussi écrit l'avant-propos du livre A Species In Denial de Griffith en 2004.
John Morton, au milieu des années 1990, a publiquement défendu Griffith quand lui et ses idées ont été attaqués.
En 2021, selon Prosen, « comme l'a dit le professeur Scott Churchill, ancien titulaire de la chaire de psychologie de l'Université de Dallas, dans son examen de Freedom, « la perspective de Griffith ne nous apparaît pas comme une simple opinion d'un seul homme, mais plutôt comme une conclusion inductive tirée d'un examen approfondi de volumes de données, représentant ce que les scientifiques ont découvert. […] Je suis convaincu que l'explication de Griffith sur la condition humaine est le Saint Graal de la perspicacité que nous avons recherchée pour la réhabilitation psychologique de la race humaine. ».

## Critiques
Les idées anthropologiques de Griffith sont critiquées, y compris par ses pairs, pour leur manque de preuves empiriques[réf. nécessaire] et neurologiques de ses hypothèses, et pour la confiance excessive qu'il aurait placée dans les écrits du romancier africain Sir Laurens Van Der Post, ainsi que dans le travail de l'anthropologue Elizabeth Marshall Thomas. « Le problème est que l'écriture de Griffith présente une vision romancée de la vie des chasseurs-cueilleurs […] faisant écho aux approches de Van der Post, il va même jusqu'à affirmer que les !Kung sont "ressemblant au Christ". Sa stratégie dans tous ses travaux publiés est de prétendre que quiconque remet en question cette idéalisation de la vie sociale !Kung persécute des chercheurs honnêtes tels que Marshall Thomas, Van der Post et lui-même […] Griffith ne réalise pas que les critiques des écrits de Van Der Post et de Marshall sont basées sur un travail de terrain approfondi qui montre que la violence, l'agression et l'homicide sont des aspects intrinsèques de la vie sociale des !Kung. Dans son ouvrage The !Kung San: Men, Women and Work in a Foraging Society (1979), l'étude ethnographique la plus largement considérée à propos des !Kung, Richard Borshay Lee a enregistré 15 combats avec des lances empoisonnées et 22 homicides entre 1920 et 1955. »

## Prises de position politique
En 2020, dans un article « La fureur de la gauche, expliquée » par Griffith, publié dans le magazine conservateur The Spectator Australia, « la pensée biologique honnête »[pas clair] ce dernier affirme que l'idéologie de la gauche politique est une menace pour le progrès humain : « … la gauche a cédé à la tentation de la chasse au soulagement et a abandonné cette recherche primordiale [la quête de la compréhension] » .
Interrogé par Alan Jones et Graham Richardson dans leur programme télévisé Richo & Jones Sky News Australia, Griffith a déclaré : « mon article dans The Spectator la semaine dernière portait sur la manière dont nous pouvons apporter une justification, comprendre le danger de la gauche, la raison contre le dogme ”.
Selon Griffith (en 2020), « Nous avons besoin de réponses rationnelles. Se débrailler, abandonner la pensée, insister dogmatiquement pour que tout le monde soit bon et "correct", est frauduleux et ne nous mène nulle part ; en fait, il bloque la recherche primordiale de la connaissance et, ce faisant, conduit l'humanité tout droit à l'extinction ! La gauche est profondément régressive, pas "progressiste" comme elle aime à s'illusionner. Le dogme n'est pas le remède, c'est le poison. C'est en fait la droite qui poursuit la recherche héroïque de l'humanité pour la connaissance qui détient le plus haut niveau moral, pas la gauche. Oui, on peut enfin expliquer clairement à Greta Thunberg pourquoi c'est en fait sa fameuse mise en garde qui était "tout à fait fausse", et "pas assez mûre", et "qui nous fait défaut". »

## Jeremy Griffith et la religion
Pour Griffith « Dieu » est la personnification par l'Homme du Sens intégratif et altruiste qu'il éprouve (qui nous dit que « le sens de la vie est d'être intégratif, coopératif, désintéressé et aimant »), et qui est aussi source de culpabilité car ayant « laissé les humains se sentir insupportablement condamnés comme mauvais, mauvais ou indignes pour notre comportement compétitif, égoïste et agressif, apparemment sans amour ». Le biologiste néo-zélandais John Morton a comparé le travail téléologique de Griffith à celui de Pierre Teilhard de Chardin.

## World Transformation Movement
Le World Transformation Movement (littéralement : Mouvement de transformation du monde) a été créé par Griffith. En 1983, Griffith crée le Center for Humanity's Adulthood, une organisation dédiée au développement et à la promotion de ses écrits et vidéos sur la condition humaine.
En 1990, Griffith et son collègue alpiniste Tim Macartney-Snape en font un organisme de bienfaisance enregistré en Nouvelle-Galles du Sud, baptisé de Foundation for Humanity's Adulthood. En 2009, le nom a changé pour World Transformation Movement.
En 1995, Griffith, Macartney-Snape et le World Transformation Movement ont fait l'objet d'un programme télévisé diffamatoire de Four Corners par l'Australian Broadcasting Corporation et d'un article du même ton dans le journal Sydney Morning Herald, alléguant faussement que Macartney-Snape visitait des écoles pour promouvoir le World Transformation Movement. Le programme poursuivait en reprochant trompeusement à Griffith de « publier des travaux d'un niveau si médiocre qu'il n'a aucun soutien de la communauté scientifique ».
En 1998, à la suite d'une plainte de Griffith et Macartney-Snape, Australian Broadcasting Authority a censuré l'ABC pour des reportages déséquilibrés et inexacts et pour avoir enfreint le code de pratique de l'ABC, The Bulletin décrivant le programme Four Corners comme un « travail de démolition ». Griffith, Macartney-Snape et le World Transformation Mouvement ont poursuivi l'ABC et le Sydney Morning Herald devant la Cour suprême de NSW et les deux publications ont été jugées diffamatoires,. En 2008, l'ABC a été condamné à payer à Macartney-Snape près de 500 000 $ en dommages-intérêts, et avec les frais de procès, le montant total devait dépasser 1 million de dollars. Bien que le jury ait conclu que ce que l'ABC avait dit à propos de Griffith était diffamatoire (c'est-à-dire destiné à déshonorer Griffith ou à dégrader son image publique), le juge a rejeté l'affaire,,. Griffith a fait appel de cette décision,, et la Cour d'appel de NSW a statué que l'allégation de diffamation de l'ABC contre Griffith était injustifiée,.
La procédure contre le Sydney Morning Herald a été résolue par la publication d'excuses à la World Transformation Movement en 2009.

## Écrits sur les feux de brousse
En 2020, un article de Griffith publié dans The Spectator Australia sous le titre "La science des feux de brousse'', sur son analyse biologique des dangers des eucalyptus à la lumière de la saison des feux de brousse australiens 2019-2020, l'a amené à apparaître sur Programme de radio 2 Go d'Alan Jones, et sur le programme de télévision Richo &amp; Jones Sky News Australia. L'analyse de Griffith a également suscité de l'intérêt au Royaume-Uni. Selon lui : « les eucalyptus sont des incinérateurs de l'enfer déguisés en arbres » ; il faut donc « envisager de remplacer certaines de nos forêts d'eucalyptus par des espèces non adaptées au feu. C'est ce qui se passe déjà à l'étranger, comme l'a rapporté Rebecca Weisser, "Au Portugal et en Espagne, ils commencent à abattre les forêts d'eucalyptus, en disant 'C'est trop dangereux, nous n'en voulons pas'". […] Ainsi, la gestion de nos forêts se résume à la manière de combattre le fanatisme « religieux » irrationnel des gauchistes amoureux des arbres. En effet, partout où nous regardons dans le monde, nous sommes confrontés à ce problème de « comment combattre l'irrationalité de la culture marxiste et politiquement correcte de plus en plus enragée ? » (...) .